# Un hombre fiel (película de 2018)
Un hombre fiel (en francés: L'homme fidèle) es una  comedia dramática francesa de 2018 dirigida por Louis Garrel y protagonizada por Laetitia Casta, Lily-Rose Depp, Joseph Engel y el propio Garrel. Se estrenó en el Festival Internacional de Cine de Toronto el 9 de septiembre de 2018 y fue llevada a las carteleras francesas el 26 de diciembre de 2018 por Ad Vitam Distribution.

## Resumen
Marianne le dice a su pareja, Abel, que lo deja por su mejor amigo, Paul, del que está embarazada. Siete u ocho años después, Paul muere y Abel y Marianne deciden reiniciar su olvidada relación. De pronto, el hijo de Marianne, Joseph, le dice al joven que su padre murió porque Marianne lo envenenó. Por otra parte, Abel también es buscado por Ermine, la hermana menor de Paul, que lleva enamorada de Abel desde que tenía 14 años. Un día Ermine le dice a la cara a Marianne que deje a Abel o le declara "la guerra". Ante esto, Marianne incita al confundido Abel a acostarse con Ermine. Abel está ahora atrapado en una situación difícil entre dos mujeres y un niño pequeño con una extraña obsesión por el asesinato.

## Reparto
- Louis Garrel : Abel
- Laetitia Casta : Marianne
- Lily-Rose Depp : Ève
- Joseph Engel : Joseph

## Producción
En febrero de 2018, se anunció que Louis Garrel dirigiría la película, a partir de un guion que él mismo coescribió con Jean-Claude Carrière, y estaría protagoniza por Laetitia Casta y Lily-Rose Depp. La compañía Why Not Productions produjo la cinta.   

## Estreno
La película tuvo su estreno mundial en el Festival Internacional de Cine de Toronto el 9 de septiembre de 2018,  seguido de su estreno en Estados Unidos en el Festival de Cine de Nueva York.  Poco después, Kino Lorber adquirió los derechos de distribución estadounidenses de la película. Fue lanzada en Francia el 26 de diciembre de 2018 por Ad Vitam Distribution. En los Estados Unidos, recibió un estreno limitado en cines el 19 de julio de 2019.